# كريستين كيسي
كريستين كيسي (1989 - ) (بالإنجليزية: Christine Casey)‏ هي لاعبة كريكت أسترالية.